# Ministero della coesione territoriale e delle relazioni con le collettività territoriali
Il Ministero della coesione territoriale e delle relazioni con le collettività territoriali (in francese: Ministère de la Cohésion des territoires et des Relations avec les collectivités territoriales) è un dicastero del governo francese responsabile dell'attuazione della politica di pianificazione regionale in Francia. È guidato da un ministro, un membro del governo. Questo portafoglio è talvolta associato ad altri nella composizione dei governi.
Dal 16 ottobre 2018, nel governo Philippe II, Jacqueline Gourault è ministro della coesione territoriale e delle relazioni con le autorità locali. A lei sono associati due ministri: Sébastien Lecornu, responsabile delle autorità locali e Julien Denormandie, responsabile della città e delle abitazioni.
Tra il 2012 e il 2014, il ministro dell'uguaglianza dei territori assume le responsabilità del ministro responsabile della città da un lato e del ministro responsabile della pianificazione territoriale dall'altro.
Lo stesso vale per il ministro della coesione territoriale dal 2017.

## Attribuzioni e organizzazione

### Ministero per l'uguaglianza dei territori e delle abitazioni (2012-2014)
Sotto la presidenza di François Hollande e del governo di Jean-Marc Ayrault, Sylvia Pinel, ministro per l'uguaglianza dei territori e delle abitazioni, prepara e attua la politica del governo per uno sviluppo territoriale equilibrato. Il ministero garantisce la coesione economica e sociale della regione della capitale e degli altri territori, a cui contribuiscono le principali infrastrutture e i servizi pubblici. Assicura la riduzione delle disuguaglianze territoriali, soprattutto nelle abitazioni. È responsabile della politica di lotta alle disuguaglianze tra i quartieri delle aree urbane.
Il 31 marzo 2014 è stato creato il Commissariato generale per l'uguaglianza dei territori.

### Ministro della coesione territoriale (dal 2017)
Sotto la presidenza di Emmanuel Macron e nel governo Édouard Philippe, il ministro della coesione territoriale è responsabile de:
- la politica di coesione territoriale;
- l'urbanistica e sviluppo del territorio;
- la politica abitativa e edilizia nonché lotta contro la precarietà e l'esclusione;
- la politica della città.

Nel 2019 è stata creata l'Agenzia nazionale per la coesione territoriale.